# Copris riekoae
Copris riekoae là một loài bọ cánh cứng trong họ Bọ hung (Scarabaeidae).